# Rhinovirus
I Rhinovirus sono gli agenti eziologici del raffreddore e sono i virus più comuni che infettano l'uomo. Il raffreddore può anche essere causato da altri virus, come i coronavirus o gli adenovirus, ma nel 30-80% dei casi è causato proprio dai rhinovirus.
La replicazione delle particelle virali avviene in una fascia di temperature compresa tra 33 e 35 °C, temperature riscontrabili nella mucosa nasale. Una volta infettato un organismo, l'incubazione varia tra le 12 e le 72 ore, dopodiché compaiono i primi sintomi. La febbre molto spesso è assente, mentre se è presente non supera i 37,5 °C, questo perché non c'è bisogno di un'eccessiva temperatura per impedire ai rhinovirus di riprodursi, a differenza degli influenzavirus, che necessitano di temperature spesso superiori a 39 °C.
Sono virus appartenenti al genere Enterovirus della famiglia Picornaviridae. Le tre specie conosciute (Rhinovirus A, B e C) sono tra i virus più piccoli conosciuti, con dimensioni di 20-30 nm. Si conoscono all'incirca 160 sierotipi con proprietà antigeniche diverse, questa è la ragione per cui il raffreddore può recidivare con molta facilità.

## Storia
Nel 1953, un professore della Johns Hopkins University prelevò dei campioni imbevuti di muco dall'epitelio nasale dei suoi collaboratori malati. Quando si mise a studiarli, isolò il primo rhinovirus e lo chiamò virus JH, dal nome della sua università. Le sue scoperte furono pubblicate nel 1956.

## Etimologia
Il termine Rhinovirus deriva dall'unione di due parole di origini differenti: ῥινός (rhinos), che deriva dal greco antico e significa "del naso", e vīrus, che deriva dal latino e significa "tossina".

## Tassonomia
Prima del 2008, i rhinovirus erano un genere di virus a sé stante, ma nell'aprile di quell'anno il Comitato internazionale sulla tassonomia dei virus ha votato e ratificato le seguenti modifiche sulla base della somiglianza genetica con gli enterovirus:
- Rimozione delle specie di Rhinovirus dal genere Rhinovirus, con conseguente estinzione del genere stesso;
- Assegnazione delle specie di Rhinovirus al genere Enterovirus.

I nomi dei sierotipi di rinovirus umani sono nella forma HRV-Xn (dall'inglese Human Rhinovirus), dove X è una tra le specie di rinovirus (A, B o C) e n è un numero indice. Le specie A e B usano lo stesso indice, mentre la specie C ha un indice separato.

## Struttura

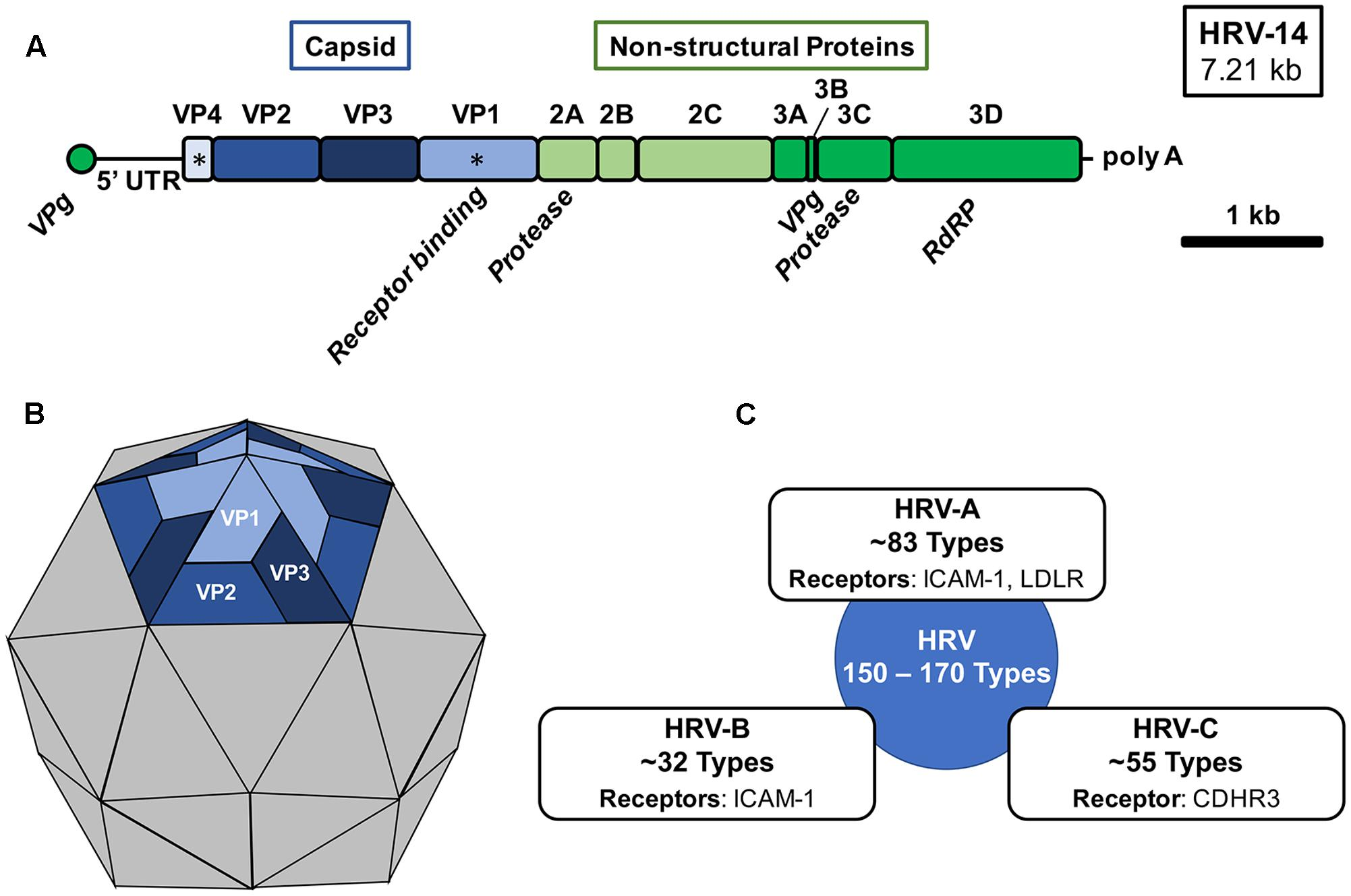
Genoma, struttura tridimensionale e specie di Rhinovirus

I rhinovirus hanno genomi a RNA di lunghezza compresa tra 7200 e 8500 nucleotidi. All'estremità 5' del genoma, oltre la sequenza non codificante UTR, c'è legata una proteina codificata dal virus stesso e chiamata VPg, mentre all'estremità 3', come accade nell'mRNA dei mammiferi, c'è una coda di poli-A.
Le proteine strutturali del capside (VP1, VP2, VP3 e VP4) sono codificate nella regione 5' del genoma. Nella figura A a lato, la parte del genoma che le codifica è indicata con alcune gradazioni di blu. VP1, VP2 e VP3 costituiscono la parte principale del capside proteico e si organizzano come illustrato nella figura B. La proteina VP4, molto più piccola, ha una struttura più estesa e si trova all'interno della struttura, all'interfaccia tra il capside e il genoma. Ci sono 60 copie di ciascuna di queste proteine assemblate come un icosaedro.
Le proteine non strutturali sono codificate nella regione 3' del genoma e nella figura A vengono tutte indicate con alcune gradazioni di verde.
Le proteine virali vengono tradotte come un singolo polipeptide lungo, che viene scisso nelle proteine virali strutturali e non strutturali.

## Trasmissione
Esistono due modalità di trasmissione per i rhinovirus: tramite aerosol di goccioline respiratorie e col contatto di superfici contaminate, dette fomiti. Altri fattori che si ipotizza possano favorire la trasmissione dei rhinovirus sono: alloggi sovraffollati e condizioni antigieniche legate alla povertà.
I soggetti più colpiti sono i neonati, gli anziani e le persone immunocompromesse.

## Patogenesi
La principale via di ingresso per i rhinovirus umani è il tratto respiratorio superiore (bocca e naso). I rhinovirus A e B utilizzano la proteina ICAM-1 (Inter-Cellular Adhesion Molecule 1), nota anche come CD54, come recettore a cui legarsi. Alcuni sierotipi utilizzano invece il recettore LDL. I rhinovirus C utilizzano la proteina CDHR3 per mediare l'ingresso cellulare. Quando il virus si replica e si diffonde, le cellule infette rilasciano segnali di stress noti come chemochine e citochine (che a loro volta attivano i mediatori dell'infiammazione). La lisi cellulare si verifica nell'epitelio respiratorio superiore.
L'infezione si verifica rapidamente, con il virus che aderisce ai recettori di superficie entro 15 minuti dall'ingresso nel tratto respiratorio. Solo il 5% circa dei casi avrà un periodo di incubazione inferiore a 20 ore, dopodiché sperimenterà i sintomi del raffreddore. Poco più del 50% degli individui sperimenterà sintomi entro 2 giorni dall'infezione e, all'estremo opposto, si prevede che il 5% dei casi avrà un periodo di incubazione superiore a quattro giorni e mezzo. I rhinovirus C, a differenza delle specie A e B, possono essere in grado di causare infezioni gravi.
I rhinovirus umani crescono preferenzialmente a 32 °C, una temperatura notevolmente più fredda di quella corporea media di 37 °C; da qui la tendenza del virus a infettare il tratto respiratorio superiore, dove il flusso d'aria respiratorio è in continuo contatto con l'ambiente extrasomatico più freddo.

## Immunità
Non esistono vaccini contro questi virus in quanto la protezione incrociata tra i sierotipi è scarsa o assente. Sono stati sequenziati almeno 99 sierotipi di rinovirus umani che colpiscono l'uomo. Tuttavia, uno studio sulla proteina VP4 ha dimostrato che è altamente conservata tra molti sierotipi di rinovirus umano, aprendo il potenziale per un futuro vaccino contro il rinovirus umano pan-sierotipo. Un risultato simile è stato ottenuto con la proteina VP1. Come VP4, anche VP1 occasionalmente "sporge" fuori dalla particella virale, rendendola disponibile per il legame con gli anticorpi. Entrambi i peptidi sono stati testati sui conigli, determinando con successo la generazione di anticorpi cross-sierotipi.

## Interazione con SARS-CoV-2
Secondo una ricerca degli scienziati dell'Università di Glasgow, l'infezione da rhinovirus umano può bloccare la replicazione del SARS-CoV-2 nelle cellule del tratto respiratorio, innescando una risposta all'interferone che può ridurre la gravità del COVID- 19.